# Fichtenberg (Mühlberg/Elbe)
Fichtenberg är en stadsdel i Mühlberg/Elbe i den brandenburgska landkreis Elbe-Elster i Tyskland. Den ligger omkring fem kilometer sydöst om staden. Fichtenberg var en kommun fram till den 31 augusti 2001 när den uppgick i Mühlberg/Elbe.